# Бензнидазол
Бензнидазол — лекарственный препарат для лечения болезни Шагаса. Одобрен для применения: США (2017).
Включён в WHO Model List of Essential Medicines — список важнейших лекарственных средств, составляемый Всемирной организацией здравоохранения.

## Механизм действия
Производное нитроимидазола.

## Показания
Болезнь Шагаса у пациентов от 2 до 12 лет.

## Беременность
Женщины детородного возраста во время лечения и 5 дней после него должны использовать методы контрацепции.